# Roberto Brunelli
Roberto Brunelli (Piubega, 30 marzo 1938 – Mantova, 21 novembre 2022) è stato un religioso, scrittore e critico d'arte italiano.
Nella sua opera ricorrono in particolare i saggi storici e artistici di argomento mantovano, oltre a un filone di narrativa noir.

## Biografia
Sacerdote, critico d'arte e direttore del Museo diocesano di arte sacra Francesco Gonzaga di Mantova, è autore di testi di argomento religioso, di storia dell'arte e di narrativa.
Dal 1971 al 1975 fu direttore de La Cittadella, settimanale dei cattolici mantovani. Negli anni 80 ha collaborato con Mondadori come curatore e traduttore di alcuni titoli della popolare collana enciclopedica per ragazzi I grandi libri e come autore del Grande libro della Bibbia (1983). 
Fra le sue ultime opere, si segnalano la ricostruzione storica di Giallo a corte (2012), dedicata ad alcuni delitti irrisolti di epoca gonzaghesca, e il racconto Papa a sorpresa (2013), dove l'autore, prima della diffusione della notizia delle dimissioni di Benedetto XVI, ipotizzava che cosa sarebbe potuto accadere con le dimissioni di un pontefice.
Fu direttore responsabile di Radio Laghi inBlu, emittente della Diocesi di Mantova.
Brunelli è morto a Mantova il 21 novembre 2022.

## Opere
- (a cura di), Il grande libro della letteratura, Milano: Mondadori, 1981.
- (a cura di), Il grande libro delle arti, Milano: Mondadori, 1982.
- Il grande libro della Bibbia, Milano: Mondadori, 1983.
- Storia religiosa della Lombardia. La diocesi di Mantova, Brescia: La Scuola, 1986.
- Dal tempo all'eternità: la liturgia della Chiesa Cattolica, Milano: Mondadori, 1989.
- Un uomo di nome Luigi, Roma: AVE, 1990.
- Storia di Gerusalemme, Milano: Mondadori, 1990.
- Luigi Gonzaga, Leumann: ElleDiCi, 1991.
- Alle soglie del cielo. Pellegrini e santuari in Italia, Milano: Mondadori, 1992.
- L'onore e la gloria: vita del Venerabile Francesco Gonzaga, Roma: AVE, 1993.
- L'amore ha molte facce, Padova: Gregoriana, 1994.
- Luoghi e vicende di Mantova francescana, Mantova: Sometti, 2001.
- Delitto in sagrestia, Mantova: Tre Lune, 2002.
- Requiem in rosso, Mantova: Tre Lune, 2003.
- Scarlatto, vermiglio, porpora. Storie di Casa Gonzaga, Mantova: Tre Lune, 2003.
- Arte, fede e storia. Le chiese di Mantova e provincia, Mantova: Tre Lune, 2004.
- I Gonzaga con la tonaca: Postumia, 2005.
- Vita di Andrea Mantegna Pittore, Mantova: Tre Lune, 2006.
- I Gonzaga: quattro secoli per una dinastia, Mantova: Tre Lune, 2010.
- Giallo a corte, Mantova: Universitas Studiorum, 2012.
- Papa a sorpresa. Una premonizione, Mantova: Di Pellegrini, 2013.
- Pellegrini a Mantova. Santuari in città e provincia, Supplemento alla Gazzetta di Mantova del 15/02/2014, Mantova: Il Rio 2014.
- Parole dipinte. Viaggi tra il museo e la biblioteca, Mantova: Universitas Studiorum, 2014.
- Passeggiando nel vocabolario, Mantova: Tre Lune, 2014.
- Passeggiando in piazza Sordello. Dietro le quinte della storia di Mantova, Mantova: Finisterrae, 2017.
- Un giardino in un quaderno, Mantova: Finisterrae, 2023.
- Swift e l'Irlanda, Mantova: Hibernica, 2024.
- Atteggiamenti della cultura mantovana dal 1859 al 1866, Mantova: Finisterrae 2025.